# Romanic
Le Romanic est un paquebot transatlantique britannique. Construit par les chantiers navals Harland & Wolff de Belfast, il s'agit d'un navire de taille moyenne, mis en service en 1898 sous le nom de New England par la Dominion Line afin d'assurer un service à destination du Canada et des États-Unis. Il est le premier d'une série de quatre navires commandés par la compagnie, complétée par le Mayflower, le Commonwealth et le Columbus.
En 1902, la compagnie est absorbée au sein de l'International Mercantile Marine Co. Afin de réorganiser les différentes routes, il est décidé de transférer le New England et ses compagnons de route à la White Star Line, qui le renomme Romanic. D'abord exploité sur la ligne de Liverpool à Boston, il est ensuite transféré sur une ligne allant de la Méditerranée aux États-Unis, transportant nombre d'émigrants italiens. Lorsque, en 1912, les compagnies italiennes se mettent à représenter une trop grosse concurrence, le navire est retiré du service.
Il est alors à nouveau vendu à l'Allan Line qui le renomme Scandinavian, assurant cette fois-ci la liaison entre Glasgow et le Canada. Au début de la Première Guerre mondiale, il est utilisé pour amener des troupes canadiennes en Europe, puis poursuit un service commercial à nouveau troublé par des missions dans le cadre des hostilités, en 1917 et 1918. Après guerre, il est provisoirement utilisé entre la Belgique et le Canada, avant d'être retiré du service en 1922 et démoli l'année suivante.

## Histoire

### Sous pavillon britannique

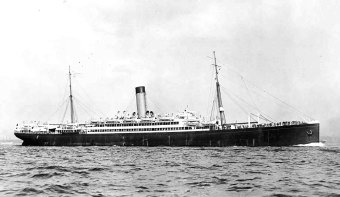
Le Canopic, également construit pour la Dominion Line, est un ces compagnons de route du Romanic sur la ligne méditerranéenne pour la White Star.

Le New England est le premier d'une série de quatre navires commandés par la Dominion Line aux chantiers navals Harland & Wolff à la fin du XIXe siècle. Construit sous le numéro de coque 315, ce navire de tonnage moyen est lancé le 7 avril 1898, et achevé au mois de juin suivant. Il est suivi par le Commonwealth (1900), le Mayflower (1902) et le Columbus (1903). Ce quatuor est destiné à assurer un service entre Liverpool et Boston, et parfois entre Boston et les ports de Méditerranée. Le New England effectue donc son voyage inaugural sur le premier itinéraire le 30 juin 1898.
En 1902, la Dominion Line est englobée au sein de l'International Mercantile Marine Co., trust auquel est également intégrée la White Star Line. Cette dernière, étant la compagnie la plus prestigieuse de l'ensemble nouvellement formé, récupère dès 1903 plusieurs lignes de la Dominion, notamment celle de Boston, ainsi que celle de la Méditerranée. Pour sa part, la Dominion Line se recentre sur les lignes canadiennes (finalement prises en main par la White Star quelques années plus tard). Les quatre paquebots de la route de Boston deviennent donc inutiles à leur compagnie, et sont cédés en même temps que la ligne. Le Romanic effectue donc sa dernière traversée pour la Dominion le 17 septembre 1903.
Cédés à la White Star, le New England, le Commonwealth, le Mayflower et le Columbus deviennent le Romanic, le Canopic, le Cretic et le Republic. La Dominion Line reçoit en échange de vieux cargos, le Nomadic et le Tauric, ainsi que le Germanic quelques années plus tard. C'est le 9 novembre 1903 que le Romanic effectue sa première traversée pour Boston sous ses nouvelles couleurs. Il ne faut cependant pas longtemps à la compagnie pour se rendre compte que les flux de migrants partant d'Italie et de Sicile pour les États-Unis représentent une juteuse source de profits. Le 5 décembre, le Romanic quitte donc Boston, non plus pour Liverpool mais pour Gênes et Naples avec escales dans les Açores et à Gibraltar. Il est rapidement rejoint par le Canopic sur cet itinéraire, puis quelques mois plus tard par le Cretic et le Republic.
Ce service n'est troublé que par un incident, en 1907. Alors qu'il navigue dans le brouillard au large de Nantucket, il heurte et coule la goélette de pêche Natalie B. Nickerson, tuant trois de ses dix-huit membres d'équipage. Les quinze autres, récupérés par le Romanic, regagnent Boston à son bord. Au fil des années, cependant, le service méditerranéen de la White Star commence à souffrir de la concurrence des compagnies italiennes, rendant l'exploitation de quatre navires peu rentable. Alors que le Republic a sombré en 1909, la White Star décide de retirer également le Romanic. Il arrive à Boston une dernière fois le 22 novembre 1911, puis retourne effectue un dernier retour à Naples. Retiré du service, il est alors amené à Glasgow en attendant d'être vendu.

### Sous pavillon canadien
En janvier 1912, le Romanic est donc vendu à la compagnie canadienne Allan Line et prend le nom de Scandinavian. Ses installations sont refondues pour ne transporter que des passagers de deuxième et troisième classe, et son tonnage est légèrement accru. Le Scandinavian effectue sa première traversée pour sa nouvelle compagnie le 23 mars 1912, entre Glasgow et Boston. À partir du mois de mai, il sert entre Glasgow et Montréal. Avec le début de la Première Guerre mondiale, le navire est amené à transporter des troupes canadiennes jusqu'à Glasgow, le 22 août 1914. Il reprend ensuite son service commercial. Le 1er octobre 1915, toutes les possessions de l'Allan Line sont transférées à la Canadian Pacific Line. Le Scandinavian conserve cependant sa route et son nom.
De 1917 à 1918, dans le cadre des hostilités, le navire opère selon le Liner Requistion Scheme et contribue à l'effort de guerre. Il reprend un service civil à partir du 22 août 1918 entre Liverpool et New York, avant de passer le 19 novembre sur la ligne de Liverpool à Saint-Jean. En 1920, afin de compenser le manque de navires belges après le conflit, le navire est utilisé quelque temps sur la ligne Anvers, Southampton, Québec, Montréal, effectuant sa première traversée le 18 mai. Ce service s'arrête au printemps 1922, le nombre de navires sur cette ligne étant revenu à la normale. Inutile, le Scandinavian est retiré en juillet à Falmouth. Le 9 juillet 1923, il est vendu à F. Rijsdijk, démolisseur de Rotterdam. Le 16, il est revendu à Klasmann & Lentze, à Emden, puis est démoli à Hambourg.

## Caractéristiques
Avec 172,5 mètres de long pour 18 mètres en son point le plus large, et 11 394 tonneaux de jauge brute, le Romanic est un paquebot de taille moyenne, capable de transporter 200 passagers de première, 200 passagers de deuxième et 800 de troisième classe. En 1912, avec son transfert à l'Allan Line, le tonnage du navire est porté à 12 099 tonneaux, et il peut transporter 400 passagers de deuxième et 800 de troisième classe. Ses installations, inconnues, sont disposées sur trois ponts. Premier d'une série de quatre navires lorsqu'il est construit sous le nom de New England, le paquebot est également le plus petit des quatre.
Sa propulsion est assurée par des machines alternatives à triple expansion d'une puissance de 7 800 ihp, actionnant deux hélices. La vapeur est produite par six chaudières (trois à double foyer, et trois à simple), consommant un total de 160 tonnes de charbon par jour en moyenne. Le navire navigue à une vitesse de croisière de 14 nœuds, mais peut en atteindre 15 quand il est lancé à pleine vitesse. Sa superstructure arbore une unique cheminée, entourée de deux mâts. Le Romanic est le premier navire de la White Star à être pourvu de ce nombre de mâts, à une époque où ceux-ci ne servent plus à porter des voiles.